# Матей Граматик
Матей Граматик е български църковен писател от XVI век, представител на Софийска книжовната школа.
Единственото познато произведение на Матей е житието на св. Николай Нови Софийски, убит с камъни от турците през 1555 г. в местността Три кладенци (Ючбунар). То дава ценни сведения за живота в София под османска власт: авторът е бил очевидец на събитието и пише скоро след гибелта на новомъченика. Заглавието съобщава, че той е дякон (съответно и писар) и ламбадарий (след протопсалта той е втори главен певец и пее на лявата певница) „на светата Божия и велика сердикийска църква". (В качеството на такъв през 1562 г. поръчва на книжовника Йоан Кратовски да препише едно четвероевангелие.) Изглежда, че е посещавал Рилския манастир, тъй като повечето от цитираните в творбата му произведения се намират в библиотеката на манастира.
Биографичните данни за него са много оскъдни.   Вероятно е роден в София и получава образованието си в софийски училища. Свързан е с книжовните традиции, затвърдени през XVI в. от писатели като поп Пейо, чието произведение добре е познавал. В два паметника от XVI в. (Житието на Никола Нови и преписаното от кратовския книжовник поп Йоан евангелие през 1562 г.) Матей Граматик е наречен велик ламбадарий на църквата „Св. София Сердикийска“, като вероятно той е бил важно длъжностно лице в Софийската миттрополия. Заемал е видно положение сред софийското население; това проличава от подкрепата, която дава на мъченика Никола, и от усилията му за прославяне на неговата памет. Любопитно е, че сам Матей Граматик има самочувствието на "едни от благодните мъже в този град" За образоваността и начетеността на Матей Граматик се съди по съчиненията му – чел е много църковни и някои светски произведения, запознат е с историята на град София.
Матей Граматик е автор на обширно житие на Никола Нови – най-дългото в българската литература, възникнало скоро след 1555 г., когато мъченикът е убит в София. Житието е известно в оригинал – ръкопис от XVI в., в който са поместени както служба на Никола Нови, така и общи похвални слова за софийските мъченици. При написването на творбата Матей Граматик се ръководи главно от патриотични подбуди – да предостави оръжие в ръцете на софийското население срещу чуждестранното насилие, да посочи твърдостта и смелостта на българите, които запазват своята вяра и народност. В житието е определено важно място на историческата обстановка, отразено е миналото на град София и тогавашното състояние на града (географско положение, климат, обществени учреждения, площади и улици, население, бит и духовен живот, околности и др.)В идеен и тематичен план той развива работата по новомъченишките жития, започната четири десетилетия по-рано от Поп Пейо.
Книжовникът Матей Граматик насочва вниманието си към един от мъчениците на София през XVI в., който е понесъл беди във връзка с вярата си – занаятчията Никола (обущар). Опитът за помахеданчване на Никола възмущава българското християнско население. Матей Граматик проследява подробно както страданията на мъченика, така и силното вълнение на българското население във връзка с това. Събитията са възпроизведени в правдива историческа и битова обстановка. Писателят не само е критикувал, но е посочил и положителния герой на своето време в средата на борещите се за запазване на българската народност, макар и само на верска почва. Той се старае да изрисува правдиви, а не легендарни образи, непосредствено наблюдавани в действителността. Стремежът да се документира верността на разказа чрез привеждане на многобройни исторически, географски и битови подробности свидетелства за нова тенденция в развитието на житийния жанр – по-пълно и по-правдиво изображение на човека и живота по това време. Това житие се явява безценен извор за епохата - в него е представено нагледно шериатското право. Също така това е най-голямото житие в старобългарската книжнина. Уви, прекалената риторика и големият обем пречат житието да получи широко разпространение. Днес творбата е западена в един-единствен препис, изготвен наскоро след създаването ѝ от Лазар Кратовски през 1564

## Памет
На Матей Граматик е наречена улица в квартал „Симеоново“ в София (Карта).